# НИЪР Шумейкър
НИЪР Шумейкър (на английски: NEAR Shoemaker) е роботизирана космическа сонда, преименувана след своят старт през 1996 г. в чест на планетарния учен Юджин Шумейкър. Сондата е проектирана в Университет Джонс Хопкинс за НАСА с цел да изследва от близка орбита астероида 433 Ерос в продължение на една година. Мисията приключва успешно, след като сондата доближава астероида, извършва няколко обиколки в орбита и допира повърхността на астероида на 12 февруари 2001 г.
На 17 февруари 1996 г. е изстреляна космическата сонда НИЪР (near – букв. „близко“) с мисия да отговори на важните въпроси за произхода и състава на астероидите и кометите в нашата слънчева система. Преименувана на НИЪР Шумейкър през своята 5-годишна мисия, тя е първият космически апарат, който орбитира и по-късно се приземява на повърхността на астероид, като осигурява много подробни данни за малкото космическо тяло.
На 27 юни 1997 г. НИЪР изпраща впечатляващи снимки на астероида 253 Матилда, прелитайки далеч от него. През януари 1998 г. НИЪР прелита покрай Земята по траектория, която го среща с астероида 433 Ерос. През февруари 2000 г. НИЪР навлиза в орбита около 433 Ерос и започна да изучава неговата структура, геология, състав, гравитация и магнитно поле. На 12 февруари 2001 г. НИЪР Шумейкър пропътува последните си километри в пространството, спускайки се към повърхността на астероида.
На 28 февруари 2001 г. антените на Deep Space Network на НАСА получават последните данни от кораба НИЪР. Неговата мисия завършва с успех, заради многото данни за тези непознати и неизследвани дотогава космически тела.